# Nationale Universiteit van Colombia
De Nationale Universiteit van Colombia (UNAL) (Spaans: Universidad Nacional de Colombia) is een private onderzoeksuniversiteit, met vestigingen door het hele land. De universiteit werd opgericht in 1867 en heeft vier hoofdcampussen, in Bogota, Palmira, Manizales en Medellín. Tevens bezit de universiteit kleinere satellietcampussen in Leticia, San Andrés, Arauca, Tumaco en La Paz Robles.
In de QS World University Rankings van 2020 staat de Nationale Universiteit van Colombia wereldwijd op een 253ste plaats, waarmee het de 2e Colombiaanse universiteit op de ranglijst is.
- Bibsys: 90398042
- Bibliothèque nationale de France: cb12018455z (data)
- Catàleg d'autoritats de noms i títols de Catalunya: 981058516655206706
- Gemeinsame Normdatei: 38227-9
- International Standard Name Identifier: 0000 0004 9129 0751
- Library of Congress Control Number: n81076784
- MusicBrainz: 7582b25f-ad81-4914-88dd-4018877d6a5c
- Nationale Bibliotheek van Tsjechië: kn20030417014
- Nationale Bibliotheek van Israël: 987007528219605171
- Système universitaire de documentation: 028325850
- Virtual International Authority File: 312802101